# Stiv Bators
Steven John Bator, mais conhecido por Stiv Bators (22 de outubro de 1949 – 2 de junho de 1990), foi um vocalista estadunidense de punk rock e rock and roll. Foi também um guitarrista de Youngstown. Ele é mais conhecido por seu trabalho na banda Dead Boys e também no Lords of the New Church.

## Vida Pessoal
No final dos anos 70, Bators conheceu Bebe Buell, modelo, vocalista e mãe da atriz Liv Tyler, com quem passou a viver. Consequentemente, ambos mudaram-se para Bangor, no estado norte-americano do Maine. Ele então, mudou-se para a Inglaterra e se casou com Anastasia Maisoneuve, que o deixou como membro da Hanoi Rocks. Alguns anos após o divórcio, ele mudou-se para Paris, na França, onde ele conheceu (e viveu) com uma mulher. Relação que durou até a sua trágica morte.

## Morte
No verão do ano de 1990, Bators, intoxicado, foi atingido por um táxi enquanto atravessava uma rua em Paris. Ele foi levado para um hospital, mas, como dizem, ele abandonou o hospital e foi para sua casa, após esperar durante horas que um médico o atendesse. Alguns dizem que ele morreu enquanto dormia, resultado de uma concussão. Dave Tregunna, no entanto, afirma que Bators, um grande fã de Jim Morrison, pediu-lhe que suas cinzas fossem jogadas sobre o túmulo de Jim Morrison, em Paris. Entretanto, no comentário do diretor (no filme "Polyester"), filme no qual Bators trabalhou, John Waters comenta, a respeito da morte de Stiv Bators, que a sua namorada cheirou as suas cinzas.
Ironicamente, Stiv foi o único dos três "Whores of Babylon" (em tradução: "Prostitutas da Babilônia"), e companheiro de heroína, que não morreu devido a uma overdose de heroína. Os outros dois membros e amigos, Johnny Thunders e Dee Dee Ramone, morreram de overdose de heroína; Johnny em New Orleans, menos de um ano após a morte de Bators, e Dee Dee pouco tempo depois de ser induzido no Rock and Roll Hall of Fame.

## Discografia

### Com os Dead Boys
- Álbuns de Estúdio:
  - Young, Loud and Snotty - Sire Records - 1977
  - We Have Come for Your Children - Sire Records - 1978

- Outros lançamentos:
  - Night of the Living Dead Boys - Bomp! Records - 1981
  - The Return of the Living Dead Boys - Revenge - 1987 (Importado/França)
  - Liver Than You'll Ever Be - Various Labels - 1988 (Importado/Vários)
  - Younger, Louder and Snottier - Bomp! - 1997
  - Twistin' on the Devil's Fork - Hell Yeah / Bacchus - 1998
  - All This and More - Bomp! - 1998
  - 3rd Generation Nation - Bad Boy Production - 1999

### Com o The Lords of the New Church
- Álbuns de Estúdio:
  - The Lords of the New Church (1982)
  - Is Nothing Sacred? (1983)
  - The Method to Our Madness (1984)

- Álbuns Ao Vivo:
  - Scene of the Crime (1988)
  - Live at the Spit (1988)
  - Second Coming (1989)
  - The Lord's Prayer II (2003)

- Coletâneas:
  - Killer Lords (1985)
  - The Lord's Prayer I (2002)

### Carreira Solo
- Álbuns
  - 1980 - Disconnected
  - 198? - The Lord and the New Creatures
  - 1988 - Live at the Limelight
  - 1992 - I Wanna Be a Dead Boy...
  - 1994 - L.A. L.A.
  - 1994 - Sonic Reducer - Les Genies Du Rock
  - 1996 - The Last Race
  - 2004 - L.A. Confidential